# فيكرام سينغ (ملحن)
فيكرام سينغ (بالإنجليزية: Vikram Singh Verma)‏ هو ملحن ومنتج أسطوانات هندي، ولد في 23 أبريل 1983 في مدينة سيرسا في الهند.

## وصلات خارجية
- الموقع الرسمي